# Robert Pastorelli
Robert Joseph Pastorelli (* 21. Juni 1954 in New Brunswick, New Jersey; † 8. März 2004 in Hollywood Hills, Kalifornien) war ein US-amerikanischer Schauspieler.

## Leben und Karriere
Robert Pastorelli wurde 1954 als Kind von Ledo J. „Tally“ (1918–2008) und Dorothy M. Pastorelli (1918–2008) geboren. Seine Schwester ist Gwen Pastorelli.
Pastorelli spielte zahlreiche Nebenrollen im Fernsehen, in Filmen und auf der Bühne. Die größte Popularität erreichte er mit der Rolle des Malers Eldin Bernecky in der Fernsehserie Murphy Brown, die zwischen 1988 und 1994 produziert wurde. 1990 war er in Kevin Costners Western Der mit dem Wolf tanzt als einfacher Bauer Timmons zu sehen.
Pastorelli hatte zwei Töchter. Die erste ging 1998 aus der Beziehung mit Charemon Jonovich hervor; die zweite Tochter mit Jalee Carder wurde 2000 geboren. Charemon Jonovich wurde 1999 tot in ihrem gemeinsamen Haus aufgefunden. Ersten Berichten zufolge handelte es sich um einen Suizid während eines Streits mit Pastorelli. Pastorelli selbst starb im März 2004 an einer Überdosis Heroin. Zum Zeitpunkt seines Todes wurden die Ereignisse um Jonovichs Todesfall neu untersucht, wobei Pastorelli mittlerweile als Tatverdächtiger eingestuft worden war.

## Filmografie (Auswahl)
- 1983: Knight Rider (Fernsehserie, Episode Devon Miles in Nöten)
- 1984: Das Mädchen des Monats (I Married a Centerfold, Fernsehfilm)
- 1984: T.J. Hooker (Fernsehserie, Episode 4.09 Das Beichtgeheimnis)
- 1985: Kalifornien, ich komme! (California Girls, Fernsehfilm)
- 1987: Nichts als Ärger mit dem Typ (Outrageous Fortune)
- 1987: Hands of a Stranger – Ein Mann nimmt Rache (Hands of a Stranger, Fernsehfilm)
- 1987: Beverly Hills Cop II
- 1988–1998: Murphy Brown (Fernsehserie, 44 Episoden)
- 1988: Memories of Me
- 1988: Dark Angel (Fernsehfilm)
- 1990: Der mit dem Wolf tanzt (Dances with Wolves)
- 1992: FernGully – Christa und Zaks Abenteuer im Regenwald (FernGully: The Last Rainforest, Stimme)
- 1992: The Paint Job
- 1992: Eine ganz normal verrückte Familie (Folks!)
- 1993: Basic Values: Sex, Shock & Censorship in the 90's (Fernsehfilm)
- 1993: Sister Act 2 – In göttlicher Mission (Sister Act 2: Back in the Habit)
- 1993: Tödliche Nähe (Striking Distance)
- 1993: Mord im OP (Harmful Intent, Fernsehfilm)
- 1994: Kampf einer Mutter (The Yarn Princess, Fernsehfilm)
- 1995: The West Side Rhythm (Fernsehfilm)
- 1995: Double Rush (Fernsehserie, 13 Episoden)
- 1996: Eraser
- 1996: Michael
- 1997: Der Zauberwunsch (A Simple Wish)
- 1997–1998: Immer wieder Fitz (Cracker, Fernsehserie, 16 Episoden)
- 1998: Revenant – Sie kommen in der Nacht (Modern Vampires, Fernsehfilm)
- 1998: Scotch and Milk
- 1998: Dust and Diamonds – Tödlicher Coup (Heist)
- 2000: Bait – Fette Beute (Bait)
- 2001: The Ballad of Lucy Whipple (Fernsehfilm)
- 2001: South Pacific (Fernsehfilm)
- 2002: Frauen gegen Männer (Fernsehfilm)
- 2003: Partners and Crime (Women vs. Men, Fernsehfilm)
- 2005: Be Cool – Jeder ist auf der Suche nach dem nächsten großen Hit (Be Cool)